# Ett experiment av D:r Ox
Ett experiment av Doktor Ox (franska: Une fantaisie du Docteur Ox) är en kortroman eller novell av den franske författaren Jules Verne, första gången utgiven 1872. Den utgavs 1874 i Sverige. Alternativa svenska titlar är Professor Ox experiment (1964) och Doktor Ox (1975). Novellen var senare huvudberättelsen i samlingen Le Docteur Ox från 1874.

## Handling
Doktor Ox och hans assistent Ygène anländer till det lilla lugna samhället Quiquendone i Flandern. Doktorn lovar att lysa upp staden med ett nätverk av syrgasledningar. Under konstruktionen av detta nätverk blir stadens invånare så pass uppspelta och hetsiga att de är beredda att starta krig mot grannstaden. Men vad är det som orsakar denna förändring av de tidigare av naturen goda och lugna människorna i Quiquendone? Kanske har det med luften att göra, men det är bara Doktor Ox och Ygène som med säkerhet vet. 
Den grundläggande berättelsen bygger på idén att högre syrehalt i luften påverkar människors beteende. Men också växtlivet får fart av syre i den här novellen. I själva verket avger de gröna växterna syre och tar upp koldioxid. Så den vetenskapliga grunden är felaktig.  